# Trường Đại học Lambung Mangkurat
Trường Đại học Lambung Mangkurat (tiếng Indonesia: Universitas Lambung Mangkurat) là một trường đại học công lập ở Banjarmasin và Banjarbaru, Nam Kalimantan, Indonesia. Trường được thành lập ngày 1 tháng 9 năm 1958. Hiệu trưởng của trường hiện nay là Muhammad Ruslan. Tên trường được đặt theo Lambung Mangkurat, một nhân vật huyền thoại từ Nagara Dipa, một vương quốc Hindu ở Na Kalimantan.

## Các khoa
Trường đại học này có 9 khoa:
1. Khoa Giáo dục
2. Khoa Luật
3. Khoa Kinh tế
4. Khoa Khoa học chính trị và xã hội
5. Khoa Kỹ thuật
6. Khoa Nông nghiệp
7. Khoa Lâm nghiệp
8. Khoa Thủy sản
9. Khoa Dược
10. Khoa Khoa học

Các khoa từ số 1 đến 4 nằm ở khu trường sở ở Banjarmasin, các khoa từ 5-10 nằm ở Banjarbaru, ngoại trừ Bộ môn Nông nghiệp (Khoa Kỹ thuật) nằm ở Banjarmasin. 